# John Gillies (botánico)

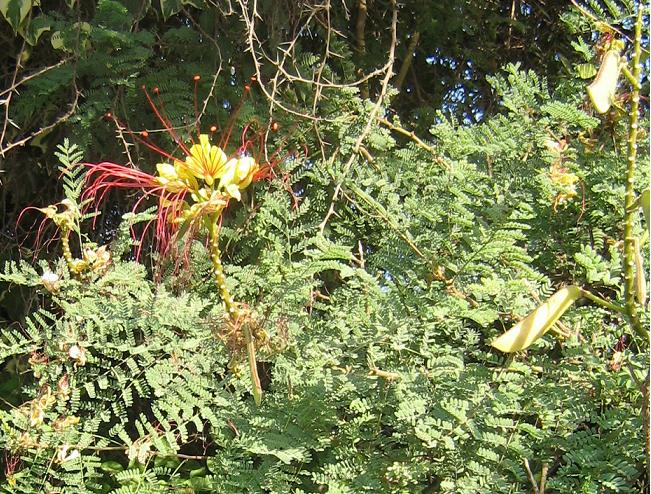
Caesalpinia gilliesii, barba de chivo dedicada a J.Gillies.

John Gillies ( Brechin 18 de enero de 1792 - 1834 Edimburgo) fue un médico y botánico escocés.
Fue médico a bordo. Se traslada a Buenos Aires en 1820 y desde 1823 se desempeñó en medicina en la ciudad de Mendoza. Fue recolector de especies vegetales de Chile, Brasil, y Argentina.
Regresó a su país en 1828, tras ocho años en América del Sur, y habiendo recogido una gran variedad de especímenes de plantas. Utilizó los seis años restantes de su vida para organizar su gran colección botánica. Así, su colección de plantas se encuentra hoy dispersa en varios herbarios.

## Honores

### Eponimia
Genus
- (Alliaceae) Gilliesia Lindl.[2]

Especies
- (Acanthaceae) Adhatoda gilliesii Nees[3]
- (Acanthaceae) Poikilacanthus gilliesii (Nees) Lindau[4]
- (Adiantaceae) Notholaena gilliesii Fée[5]
- (Anacardiaceae) Lithraea gilliesii Griseb.[6]
- (Asclepiadaceae) Oxystelma gilliesii K.Schum. in Engl. & Prantl[7]
- (Asteraceae) Taraxacum gilliessi Hook. & Arn.[8]
- (Blechnaceae) Orthogramma gilliesii C.Presl[9]
- (Bromeliaceae) Dyckia gilliesii Baker[10]
- (Caesalpiniaceae) Caesalpinia gilliesii (Wall. ex Hook.) Benth.[11]

- La abreviatura «Gillies» se emplea para indicar a John Gillies como autoridad en la descripción y clasificación científica de los vegetales.[12]